# Музей мистецтв та наук принца Філіпа
Музей мистецтв та наук принца Філіпа (ісп. Museo de las Ciencias Príncipe Felipe) — одна з основних туристичних пам'яток у Валенсії, Іспанія. Входить до складу комплексу Міста мистецтв і наук.
Будівля була спроєктована Сантьяго Калатравою та побудована консорціумом фірм Fomento де Construcciones у Contratas і Necso. Музей був відкритий 13 листопада 2000 року. Довжина споруди становить 220  метрів, а загальна площа — понад 41 тис. квадратних метрів. Своєю формою будівля нагадує скелет кита.
Основні напрямки діяльності музею — наука про землю, зміни клімату, організм людини та біометрія.